# Melajo
Melajo es una localidad de Trinidad y Tobago, que forma parte de la región de Sangre Grande.

## Geografía
La localidad abarca parte de la isla Trinidad y limita al norte con Cumaca, al sur con Valencia y Oropouche, al este con Matura y al oeste con Valencia.

## Demografía
Datos demográficos de la localidad de Melajo:
| Gráfica de evolución demográfica de Melajo entre 2000 y 2011 |
|                                                              |